# Mellissius adumbratus
Mellissius adumbratus är en skalbaggsart som beskrevs av Thomas Vernon Wollaston 1875. Mellissius adumbratus ingår i släktet Mellissius och familjen Dynastidae. Inga underarter finns listade i Catalogue of Life.